# Rogelio Sosa
Rogelio Sosa Ramírez (Coria del Río, Sevilla, 15 de abril de 1943-Ibidem, 21 de marzo de 2019), fue un futbolista español, jugador del Real Betis Balompié durante dieciséis temporadas.

## Biografía

### Inicios
Nació en Coria del Río (Sevilla), ciudad que ha sido tradicionalmente una fuente inagotable de futbolistas de calidad. Su primer equipo fue el Acción Católica C.F., entrenado por un sacerdote muy aficionado al fútbol. De allí paso al Victoria Balompié para dar el salto a los juveniles del Betis en 1957, con catorce años.
A los dieciséis ya participaba con los juveniles béticos en la liga nacional, comenzando a despuntar su indiscutible calidad. Al final de la temporada 60-61 fue fichado por el Tomelloso C.F. que pretendía reforzar el equipo para ascender a tercera división. En la temporada 61-62 pasó a la Ponferradina, equipo de tercera división y recibió su primer sueldo importante, 25 000 pesetas de ficha pagadas por adelantado. Durante ese año marcó dieciséis goles, triunfando en el equipo berciano. Al acabar la temporada fue repescado por el club verdiblanco para jugar en primera.

### Consagración
Debutó en primera división en 1962 en el Real Betis Balompié, club al que permaneció hasta 1978. En el verano de 1964, el Betis fue invitado por primera vez a participar en el trofeo Carranza en Cádiz, junto al Real Madrid, Benfica y Boca Juniors. El 29 de agosto el Betis derrotó al Boca Juniors en la prórroga gracias a un gol de Rogelio en lanzamiento de falta. En la final del 30 de agosto frente el Benfica, el Betis venció de nuevo con la importante colaboración de Rogelio que marcó un gol en el minuto dos de la prórroga. Llegó el reconocimiento general, el Ayuntamiento de Coria del Río le impuso el 7 de septiembre de ese mismo año la insignia “El Camarón de Plata”.
Con el Betis fue uno de los héroes de la consecución de la primera Copa del Rey, en una disputada final el 25 de junio de 1977 contra el Athletic Club en el estadio Vicente Calderón de Madrid, aunque no participó directamente en el partido estuvo en el banquillo como suplente. Jugador de gran habilidad, destacó especialmente en lanzamientos de faltas con la pierna izquierda, circunstancia a la que se debe su apodo de "zurda de caoba" y en la consecución del llamado gol olímpico por lanzamiento directo desde el banderín de córner. Consiguió 10 goles olímpicos en competición a lo largo de su carrera. Suya es la famosa frase: "Míster, yo no corro, que correr es de cobardes" con la que se justificó ante el entrenador húngaro Ferenc Szusza, queriendo expresar de esta manera que debía moverse el balón en lugar del jugador.